# ياسين طه حافظ
ياسين طه حافظ (1936) شاعر ومترجم أدبي وصحفي عراقي. ولد في مدينة بغداد. تخرّج في قسم اللغات الاجنبية من كلية التربية، عام 1961. عمل مدرّسًا للغة الإنكليزية ثم أمينًا لتحرير مجلة الطليعة الأدبية ثم رئيسًا لتحرير مجلّة الثقافة الأجنبية. له دواوين شعرية عديدة ومؤلفات وترجمات أدبية.

## سيرته
ولد ياسين طه حافظ سنة 1936 في بغداد. بدأ دراسته الابتدائية في مدرسة الفضل ببغداد وأكمل دراسته الابتدائية والثانوية في بعقوبة، وتخرج في جامعة بغداد كلية التربية قسم اللغات الاجنبية سنة 1961، ودخل دورتين في بريطانيا لدارسة الإنكليزية ودورة في كلية بغداد ودورة في المعهد البريطاني في بغداد. مارس التدريس في الثانوية، ثم انتقل إلى حقول الاعلام والثقافة، فشغل وظيفة: سكرتير تحرير مجلة الطلعية الأدبية، ورئيس تحرير مجلة الثقافة الاجنبية منذ صدورها، وهو عضو الاتحاد الأدباء العراقيين. دعى إلى مهرجان ستروكا الشعري في يوغوسلافيا.

## شعره
رغم أنه بدأ كتابة الشعر في ستينيات القرن الماضي، إلا أن ياسين طه حافظ ظل أقرب إلى معجم السيّاب والبيّاتي والملائكة الذين صنعوا ريادة شعر التفعيلة. هكذا، تأرجحت لغة الشاعر العراقي المخضرم بين زمنين تأسس فيهما الشعر العراقي الحديث، بينما راح يُراكم تجربته الطويلة التي سار بها إلى جوار الأجيال التالية أيضاً، إلا أنه حافظ على مسافةٍ، تقصر حيناً وتمتدّ حيناً آخر، مع ما كان يستجدّ في ممارسات الكتابة الشعرية وتقنياتها.

## مؤلفاته
من دواوينه الشعرية:
- الوحش والذاكرة، 1969
- قصائد الأعراف، 1974
- البرج، 1977
- النشيد، 1978
- عبد الله والدرويش، 1980
- الحرب، 1985
- قصائد في زمن الخرب، 1986
- تموت الزهور..تسقيقظ الأفكار، 1986
- ليلة من زجاج، 1987
- قصائد السيّدة الجميلة، 1988
- في الخرائب حلية ذهب، 1992
- الأعمال الشعرية، 1997
- و لكنها هي هذي حياتي، 2012
- في الخريف يطلق الحب صيحته، 2012
- سمفونية المطر، 2013
- قصائد حب على جدار آشوري، 2013
- مخاطبات الدرويش البغدادي، 2014
- حكمة البحر، 2017

وله في الترجمة:
- يوميات رامبرانت، 1985
- قلعة المصائر المتقاطعة، تأليف أيتالو كالفينو، 1992
- ولم يقل كلمة، تأليف هاينريش بل، 1998
- العنف والنبوءة:قصائد مختارة، تأليف وليم بتلر ييتس، 2000
- مدن لا مرئية، تأليف أيتالو كالفينو، 2004
- العنف والنبوءة: دراسات وقصائد مختارة
- السيد بالومار، تأليف أيتالو كالفينو، 2018
- بيكاسو، تأليف جيرترود ستاين، 2019

وله أيضًا:
- شعراء من الحرب العالمية الأولى، 2016
- القمم العالية، قصائد مختارة لعشرة شعراء من العالم، 2016

## وصلات خارجية
- في موقع أرشيف المجلات